# ELO 2
ELO 2 je drugi album angleške rock skupine The Electric Light Orchestra, ki je izšel leta 1973. V ZDA je album izšel pod imenom Electric Light Orchestra II. To je bil zadnji album skupine, ki je izšel pri založbi Harvest Records in zadnji album, ki je izšel pod imenom The Electric Light Orchestra. Skupina je v nadaljevanju kariere izpustila The in začela uporabljati tudi akronim ELO.

## Ozadje in snemanje
Album bi se prvotno moral imenovati The Lost Planet, a je skupina ta koncept opustila. Med začetnim snemanjem je skupino zapustil Roy Wood in v začetku leta 1972 ustanovil skupino Wizzard. Čeprav na albumu ni naveden kot izvajalec, je Wood sodeloval pri snemanju skladb »In Old England Town« in »From the Sun to the World«, kjer je igral čelo in bas. Klasično poučena čelista Colin Walker in Mike Edwards sta nadomestila Wooda, Wilfred Gibson pa je igral violino. To je tudi prvi album ELO, kjer je klaviature snemal Richard Tandy. Tandy je sicer nastopal že v prvi zasedbi, a kot basist. To je bil prvi ELO album tudi za basista in vokalista Mika de Albuquerqua. Vse skladbe so daljše kot standardne rock skladbe in vsebujejo orkestralne instrumente, kar ustvarja kompleksni zvok.

## Izdaja
Poleg svojega predhodnika, je ELO 2 najmanj komercialni album skupine, čeprav je dosegel top 40 britanske lestvice albumov, ki je njegov naslednik, On the Third Day. Priredba skladbe »Roll Over Beethoven« je v Združenem kraljestvu postala top 10 hit, prav tako pa je bila uspešna na ameriških radijskih postajah. Leta 2006 je v ZDA izšel remasteriziran album z malce drugačnim razporedom kot britanska EMI verzija iz 2003, obe verziji pa prvič vsebujeta isto naslovno sliko.
Britanska in ameriška izdaja albuma se razlikujeta tako po ovitku, kot po imenu. V Združenem kraljestvu je album izšel pod imenom ELO 2 s sliko žarnice, ki potuje po vesolju z napisom 'ELO2' na bazi žarnice, v ZDA pa vsebuje ovitek bolj slikovito žarnico proti nočnemu nebu, album pa je naslovljen Electric Light Orchestra II. Iz neznanih razlogov je bila britanska verzija skladbe »Roll Over Beethoven« drugačne dolžine kot ameriška. Naslov druge skladbe »Momma« je bil za ameriško izdajo amerikaniziran v »Mama«. Instrumentalna verzija skladbe »In Old England Town« je postala b-stran singla »Showdown«. Album vsebuje tudi najdaljšo skladbo skupine, protivojno skladbo »Kuiama«.

## Seznam skladb
Vse pesmi je napisal in uglasbil Jeff Lynne, razen kjer je posebej napisano.
| Stran 1 | Stran 1                              | Stran 1 |
| Št.     | Naslov                               | Dolžina |
| ------- | ------------------------------------ | ------- |
| 1.      | „In Old England Town (Boogie No. 2)‟ | 6:56    |
| 2.      | „Momma‟                              | 7:03    |
| 3.      | „Roll Over Beethoven‟ (Chuck Berry)  | 8:10    |

| Stran 2 | Stran 2                                    | Stran 2 |
| Št.     | Naslov                                     | Dolžina |
| ------- | ------------------------------------------ | ------- |
| 4.      | „From the Sun to the World (Boogie No. 1)‟ | 8:20    |
| 5.      | „Kuiama‟                                   | 11:19   |

| Bonus skladbe (Ameriška remasterizirana verzija, 2006) | Bonus skladbe (Ameriška remasterizirana verzija, 2006) | Bonus skladbe (Ameriška remasterizirana verzija, 2006) | Bonus skladbe (Ameriška remasterizirana verzija, 2006) |
| Št.                                                    | Naslov                                                 | Opombe                                                 | Dolžina                                                |
| ------------------------------------------------------ | ------------------------------------------------------ | ------------------------------------------------------ | ------------------------------------------------------ |
| 6.                                                     | „In Old England Town‟                                  | instrumental                                           | 2:43                                                   |
| 7.                                                     | „Baby, I Apologise‟                                    | izrezek                                                | 3:43                                                   |
| 8.                                                     | „In Old England Town‟                                  | 1., alternativni miks                                  | 6:56                                                   |
| 9.                                                     | „Roll Over Beethoven‟ (Berry)                          | 1.                                                     | 5:46                                                   |

## ELO 2 (First Light Series)
ELO 2 (First light Series) je razširjena izdaja, ki je izšla ob 30. obletnici drugega albuma ELO.
To je druga izdaja v seriji First Light Series, ki je izšla leta 2003 pri založbi EMI ob 30. obletnici izdaje albuma. Prvih pet skladb je s prvotnega albuma. Ko je skupina izdala ELO 2, je pričela s snemanjem materiala za nov album. Skladbe 6-8 so bile posnete februarja 1973, pri dveh pa je sodeloval prvi vokalist skupine The Move, Carl Wayne. Skladbe 10-12 so bile posnete aprila 1973, pri njih pa je kot solo kitarist sodeloval Marc Bolan. Zaradi menjave založbe, so ELO dve skladbi od teh znova posneli. Skladbe 6-8 s prvega diska in skladba 5 z drugega diska so bile posnete junija 1973, skladba 6 pa je v Združenem kraljestvu postala hit singl. Drugi disk vsebuje prvotno ime albuma The Lost Planet in vsebuje žive posnetke, izrezke in raritete.

### Seznam skladb
Disk 1 – ELO 2
Vse pesmi je napisal in uglasbil Jeff Lynne, razen kjer je posebej napisano.
| Št. | Naslov                                     | Dolžina |
| --- | ------------------------------------------ | ------- |
| 1.  | „In Old England Town (Boogie No. 2)‟       | 6:56    |
| 2.  | „Momma...‟                                 | 7:03    |
| 3.  | „Roll Over Beethoven‟ (Chuck Berry)        | 7:03    |
| 4.  | „From the Sun to the World (Boogie No. 1)‟ | 8:20    |
| 5.  | „Kuiama‟                                   | 11:19   |

| Bonus skladbe | Bonus skladbe                 | Bonus skladbe                   | Bonus skladbe |
| Št.           | Naslov                        | Opombe                          | Dolžina       |
| ------------- | ----------------------------- | ------------------------------- | ------------- |
| 6.            | „Showdown‟                    |                                 | 4:11          |
| 7.            | „In Old England Town‟         | instrumental                    | 2:43          |
| 8.            | „Baby I Apologise‟            | izrezek, posneto 1. junija 1973 | 3:42          |
| 9.            | „Auntie‟                      | Ma-Ma-Ma Belle 1.               | 1:19          |
| 10.           | „Auntie‟                      | Ma-Ma-Ma Belle 2.               | 4:03          |
| 11.           | „Mambo‟                       | Dreaming of 4000 1.             | 5:02          |
| 12.           | „Everyone's Born to Die‟      |                                 | 4:40          |
| 13.           | „Roll Over Beethoven‟ (Berry) | 1.                              | 5:46          |

Disk 2 – The Lost Planet
Vse pesmi je napisal in uglasbil Jeff Lynne, razen kjer je posebej napisano.
| Št. | Naslov                                     | Pisec | Opombe                         | Dolžina |
| --- | ------------------------------------------ | ----- | ------------------------------ | ------- |
| 1.  | „Brian Matthew Introduces ELO‟             |       |                                | 0:22    |
| 2.  | „From the Sun to the World (Boogie No. 1)‟ |       | BBC snemanje, 1. november 1972 | 7:25    |
| 3.  | „Momma‟                                    |       | BBC snemanje, 1. november 1972 | 6:57    |
| 4.  | „Roll Over Beethoven‟ (Chuck Berry)        |       | singl verzija                  | 4:35    |
| 5.  | „Showdown‟                                 | 1.    |                                | 4:18    |
| 6.  | „Your World‟                               |       | 2.                             | 4:55    |
| 7.  | „Get a Hold of Myself‟                     |       | 2.                             | 4:43    |
| 8.  | „Mama‟                                     |       | 1.                             | 4:59    |
| 9.  | „Wilf's Solo‟ (Wilfred Gibson)             |       | instrumental                   | 3:39    |
| 10. | „Roll Over Beethoven‟                      |       | BBC snemanje, 1. november 1972 | 7:40    |

## Zasedba
- Jeff Lynne – vokali, kitare, moog
- Bev Bevan – bobni, tolkala
- Richard Tandy – klavir, harmonij, moog, kitara, spremljevalni vokali
- Mike de Albuquerque – bas, spremljevalni vokali
- Mike Edwards – čelo
- Wilfred Gibson – violina
- Colin Walker – čelo

Dodatni glasbeniki
- Marc Bolan – kitara na ELO 2, skladbe 10–12
- Roy Wood – bas, čelo na ELO 2, skladbi 1 in 4
- Carl Wayne – solo vokal na The Lost Planet skladbe 6–8

## Zgodovina izdaj
| Regija              | Datum          | Verzija                 |
| ------------------- | -------------- | ----------------------- |
| Združeno kraljestvo | januar 1973    | Vinilna plošča          |
| ZDA                 | marec 1973     | Vinilna plošča          |
| Združeno kraljestvo | januar 2003    | Izdaja ob 30. obletnici |
| ZDA                 | 28. marec 2006 | Razširjena izdaja       |

## Lestvice
- VB: 35. mesto na UK Albums Chart[9]
- ZDA: 53. mesto na lestvici CashBox; 62. mesto na lestvici Billboard 200[10]
- KAN: 17. mesto na RPM Albums Chart